# Untergäriges Bier
Als Untergäriges Bier bezeichnet man Biersorten, die unter Einsatz von verschiedenen Stämmen untergäriger Hefe auf unterschiedliche Art und Weise gebraut werden. Wesentliches Merkmal für das Bier ist, dass die Hefekolonien nach der Gärung nach unten auf den Boden des Gärgefäßes sinken, daher der Name.
Untergärige Hefe benötigt im Gegensatz zu obergäriger Hefe eine niedrigere Temperatur zwischen 4 und 9 °C für die Gärung. Aufgrund dessen können sich weniger Spontan-Infektionen vermehren; außerdem benötigt das untergärige Brauen eine längere Gär- und Lagerzeit. Typische untergärige Biere sind:
Pilsner, Export, Märzen, Lager.